# Shio Fukuda
Shio Fukuda (福田 師王 Fukuda Shiō?, Kanoya, Kagoshima, 8 de abril de 2004) es un futbolista japonés que juega como delantero en el Borussia Mönchengladbach de la Bundesliga.

## Trayectoria
Nació en Kanoya, Prefectura de Kagoshima, y comenzó su carrera futbolística en el Takayama FC. Se matriculó en la escuela secundaria Kamimura Gakuen y continuó jugando fútbol para el equipo de la escuela. Se destacó por sus actuaciones en el torneo de fútbol de escuelas secundarias de Japón del 2021, donde fue nombrado como uno de los mejores delanteros. Marcó un gol y obtuvo una asistencia en la derrota por 3-2 cuando Kamimura Gakuen fue eliminado por la Escuela Secundaria Teikyo Nagaoka en la segunda ronda.
Un destacado goleador terminó regularmente como uno de los máximos goleadores en cada uno de los torneos en los que jugó. Después de estas buenas actuaciones para el equipo de fútbol de la escuela secundaria Kamimura Gakuen, fue incluido en la lista de "Next Generation" de The Guardian para 2021.
En septiembre de 2021 entrenó con el Kashima Antlers.
El 27 de octubre de 2022 fue anunciado por el Borussia Mönchengladbach como nuevo fichaje para su segundo equipo, el Borussia Mönchengladbach II, a pesar de que nunca jugó para un club profesional en Japón, fichando por el club como graduado de la escuela secundaria Kamimura Gakuen. Se unió al club alemán en enero de 2023, luego del período de vacaciones de invierno en Japón. Hablando de Fukuda, el director de la academia de Mönchengladbach, Mirko Sandmöller declaró: "Estamos contentos de que Shio Fukuda nos haya elegido, a pesar de que tenía numerosas ofertas de la J1 League. Es un delantero técnicamente hábil, ágil y desarrollable con un gran potencial".

## Selección nacional
Ha representado a Japón en todas las categorías juveniles hasta el nivel sub-20, seleccionado varias veces para el equipo nacional mientras estaba en la escuela secundaria y preparatoria Kamimura Gakuen.

## Estadísticas

### Clubes
Actualizado al último partido disputado el 5 de octubre de 2024.
| Club                                   | Div.          | Temporada     | Liga  | Liga  | Liga   | Copas nacionales | Copas nacionales | Copas nacionales | Copas internacionales | Copas internacionales | Copas internacionales | Total | Total | Total  |
| Club                                   | Div.          | Temporada     | Part. | Goles | Asist. | Part.            | Goles            | Asist.           | Part.                 | Goles                 | Asist.                | Part. | Goles | Asist. |
| -------------------------------------- | ------------- | ------------- | ----- | ----- | ------ | ---------------- | ---------------- | ---------------- | --------------------- | --------------------- | --------------------- | ----- | ----- | ------ |
| Borussia Mönchengladbach II · Alemania | 4.ª           | 2023-24       | 21    | 7     | 4      | ―                | ―                | ―                | ―                     | ―                     | ―                     | 21    | 7     | 4      |
| Borussia Mönchengladbach II · Alemania | 4.ª           | 2024-25       | 6     | 3     | 1      | —                | —                | —                | ―                     | ―                     | ―                     | 6     | 3     | 1      |
| Borussia Mönchengladbach II · Alemania | Total club    | Total club    | 27    | 10    | 5      | 0                | 0                | 0                | 0                     | 0                     | 0                     | 27    | 10    | 5      |
| Borussia Mönchengladbach · Alemania    | 1.ª           | 2023-24       | 5     | 0     | 0      | 0                | 0                | 0                | ―                     | ―                     | ―                     | 5     | 0     | 0      |
| Borussia Mönchengladbach · Alemania    | 1.ª           | 2024-25       | 0     | 0     | 0      | 0                | 0                | 0                | ―                     | ―                     | ―                     | 0     | 0     | 0      |
| Borussia Mönchengladbach · Alemania    | Total club    | Total club    | 5     | 0     | 0      | 0                | 0                | 0                | 0                     | 0                     | 0                     | 5     | 0     | 0      |
| Total carrera                          | Total carrera | Total carrera | 31    | 10    | 5      | 0                | 0                | 0                | 0                     | 0                     | 0                     | 31    | 10    | 5      |